# Śliwice
Śliwice è un comune rurale polacco del distretto di Tuchola, nel voivodato della Cuiavia-Pomerania.
Ricopre una superficie di 174,75 km² e nel 2007 contava 5 463 abitanti.